# Sant'Agnese/Annibaliano (estación)
Sant'Agnese/Annibaliano es una estación de la línea B1 del Metro de Roma. Se encuentra en Piazza Annibaliano, al inicio de viale Eritrea y junto a la Basílica de Santa Inés Extramuros (en italiano: Sant'Agnese fuori le mura), que le da su nombre.
En su entorno, además, se encuentra el Mausoleo de Santa Constanza y las Catacumbas de Santa Inés.

## Historia
Los trabajos de construcción comenzaron en noviembre de 2005 y fueron finalizados a finales del 2011. La estación fue inaugurada el 13 de junio de 2012.
Los aparcamientos subterráneos de la estación consisten en 5800 m², cuya apertura estaba prevista para poco después de la inauguración de la estación. Sin embargo, a pesar de estar terminados a finales de 2013, nunca fue abiertos al público.